# Andranik Margaryan
Andranik Margaryan (Erevan, 12 de Junho de 1951 — Erevan, 25 de Março de 2007) foi um político da Arménia que serviu como primeiro-ministro daquele país desde 12 de Maio de 2000, quando foi designado pelo presidente, até à data da sua morte.
Era membro do Partido Republicano da Arménia. Sucedeu aos irmãos Sarkisyan; Vazgen Sargsyan, assassinado durante o ataque ao "Parlamento da Arménia"" em 27 de Outubro de 1999, e Aram Sargsyan, o qual o presidente nomeou uma semana depois mas que seria demitido no dia 2 de Maio de 2000. 

## Arménia soviética
Estudou cibernética e graduou-se como engenharia da computação. Entrou para a política da Arménia no final da década de 1970 quando se juntou a um partido político ilegal, o "Partido de Unidade Nacional", que fazia campanha pela secessão da Arménia em relação à URSS. Serviu nesse partido desde 1973. Margaryan era um crítico desde há muito tempo do regime totalitarista da União Soviética. Ele idealizava uma Arménia independente e democrática. A polícia prendeu-o em 1974 e um tribunal sentenciou-o em dois anos num "campo de trabalho" Soviético por proliferação de ideias e actividades antipatrióticas.

## Independência arménia
Em 1992, depois da independência da Arménia, Margaryan tornou-se um membro filiado no Partido Republicano da Arménia (HHK), o primeiro partido registado na Terceira República da Arménia. Ele influenciou a plataforma partidária com a ideologia que expressava como membro do Partido de Unidade Nacional. Serviu como presidente do Partido Republicano desde 1993 até à sua morte. Também foi membro da união "Yerkrapah" Volunteer desde 1996 e serviu na equipa da YVU.
Em 2000, foi nomeado primeiro-ministro da Arménia depois de o atentado de 1999 ter levado ao assassinato de Vazgen Sargsyan. O irmão de Vazgen, Aram Sargsyan, que o presidente apontara para primeiro-ministro uma semana depois, foi demitido no dia 2 de Maio de 2000 levando a que Andranik Markaryan fosse nomeado como o 14º primeiro-ministro da Arménia. Ele planeara resignar depois das eleições de 12 de Maio de 2007 na Arménia.

## Problemas cardíacos e morte
Andranik Margaryan morreu aos 55 anos de idade, devido a um ataque cardíaco no dia 25 de Março de 2007, depois de cerca de 7 anos no cargo, sendo o segundo primeiro-ministro da Arménia a morrer no posto e o primeiro não relacionado com um assassínio. O líder das ambulâncias municipais de Erevan disse que o primeiro-ministro estava inconsciente e que o seu coração parara de bater no momento em que duas equipas de ambulâncias chegavam ao seu apartamento no início da tarde. 
Margaryan tinha uma história de sérios problemas cardíacos e já se submetera a duas cirurgias ao coração, a primeira na Arménia em 1999 e a segunda na França. Ele visitava frequentemente médicos franceses e russos para realizar exames clínicos.
Andranik Margaryan deixa esposa, duas filhas, um filho e cinco netos.